# Lluís Muntada i Vendrell
Lluís Muntada Vendrell (Riudellots de la Selva, 1964) és un escriptor català, doctor en Filosofia i lletres, amb la tesi doctoral "La literatura de Jorge Luis Borges com a reelaboració dels materials del pensament i la cultura". És catedràtic d'ensenyament secundari. Ha impartit classes a secundària, a la Universitat de Girona, a l'Aula d'escriptura, i ha estat assessor del Departament de Cultura de la Generalitat de Catalunya. Ha exercit la crítica literària, al diari El País i a la revista L'Avenç. També ha exercit d'articulista al diari El Punt Avui, al Diari de Barcelona i al Diari de Girona. Entre l'any 2008 i el 2018 va dirigir la Col·lecció Josep Pla de la Diputació de Girona. Va ser guanyador del premi de novel·la curta Just Manuel Casero 1982 amb l'obra Espirals (publicada per Empúries / Pont de pedra)). L'any 2002 va guanyar el Premi Mercè Rodoreda per Canvi d'agulles, publicat per l'editorial Proa i el 2011 el premi Setè Cel per la novel·la L'elegància del número zero, publicada per l'editorial Proa. El 2023 va publicar el llibre de contes Els dies previs, publicada per l'editorial Llibres del segle.

## Obres
- Espirals. (Empúries / El pont de pedra, 1989)
- Canvi d'agulles. (Proa, 2003)
- Girona, primeres mirades.(coautor) (Ajuntament de Girona, 2003)
- Torres Monsó. El dret a mirar. (Ajuntament de Girona, 2004)
- Girona, XXI segles. (Coautor). (Ajuntament de Girona / Lunwerg, 2008)
- Miralls amb memòria. "Els nostres etruscs". (Coautor). (Casa de Cultura, 2008)
- L'elegància del número zero. (Proa, 2010)
- Torres Monsó. Una illa habitada (2012)
- Mirades a la col·lecció. "La línia d'ombra". (Coautor). (Diputació de Girona, 2022)
- Els dies previs. (Llibres del Segle, 2023)